# Acrotylus insubricus
Acrotylus insubricus är en insektsart som först beskrevs av Giovanni Antonio Scopoli 1786.  Acrotylus insubricus ingår i släktet Acrotylus och familjen gräshoppor.

## Underarter
Arten delas in i följande underarter:
- A. i. insubricus
- A. i. inficitus

## Bildgalleri

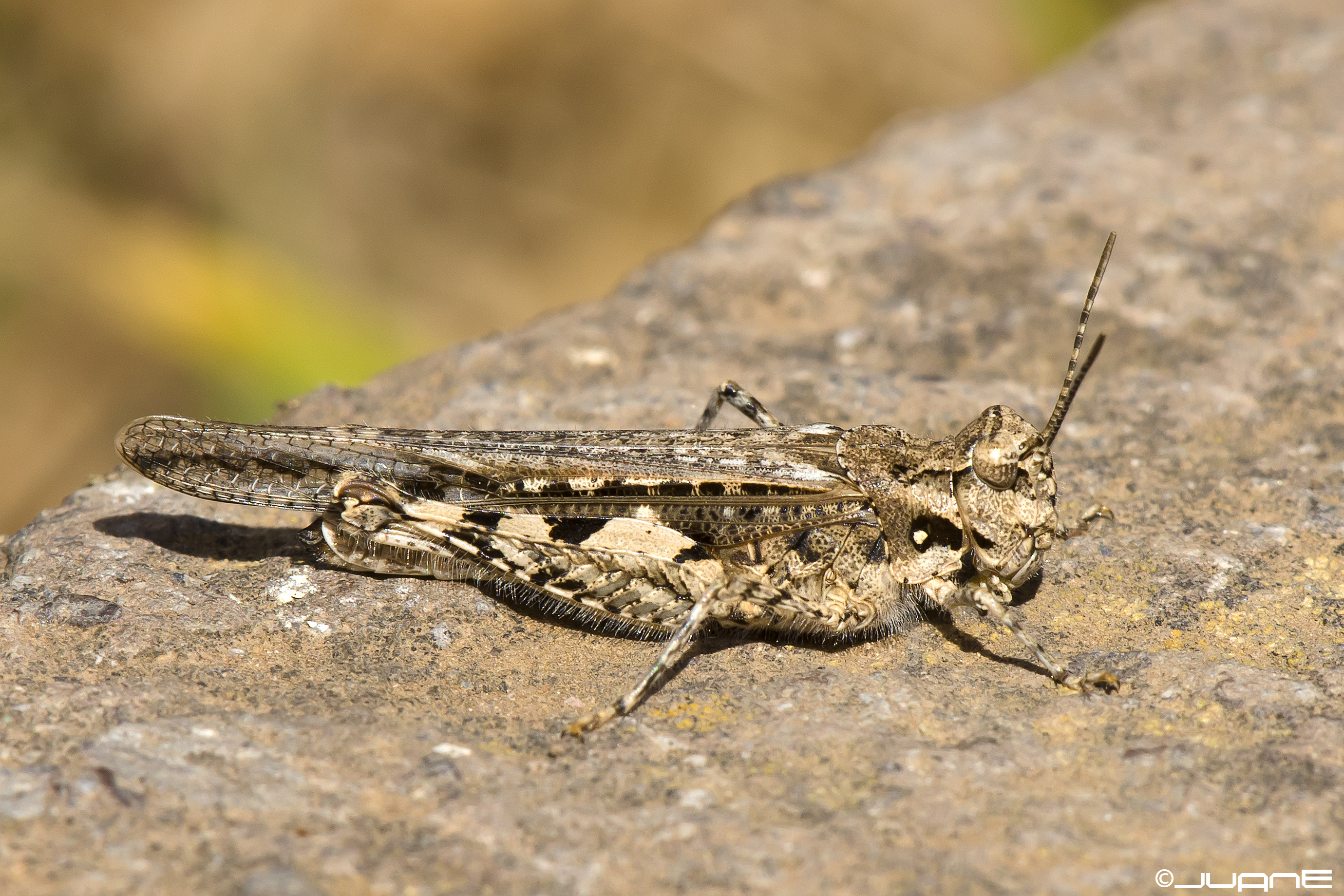
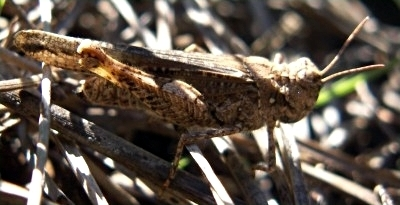
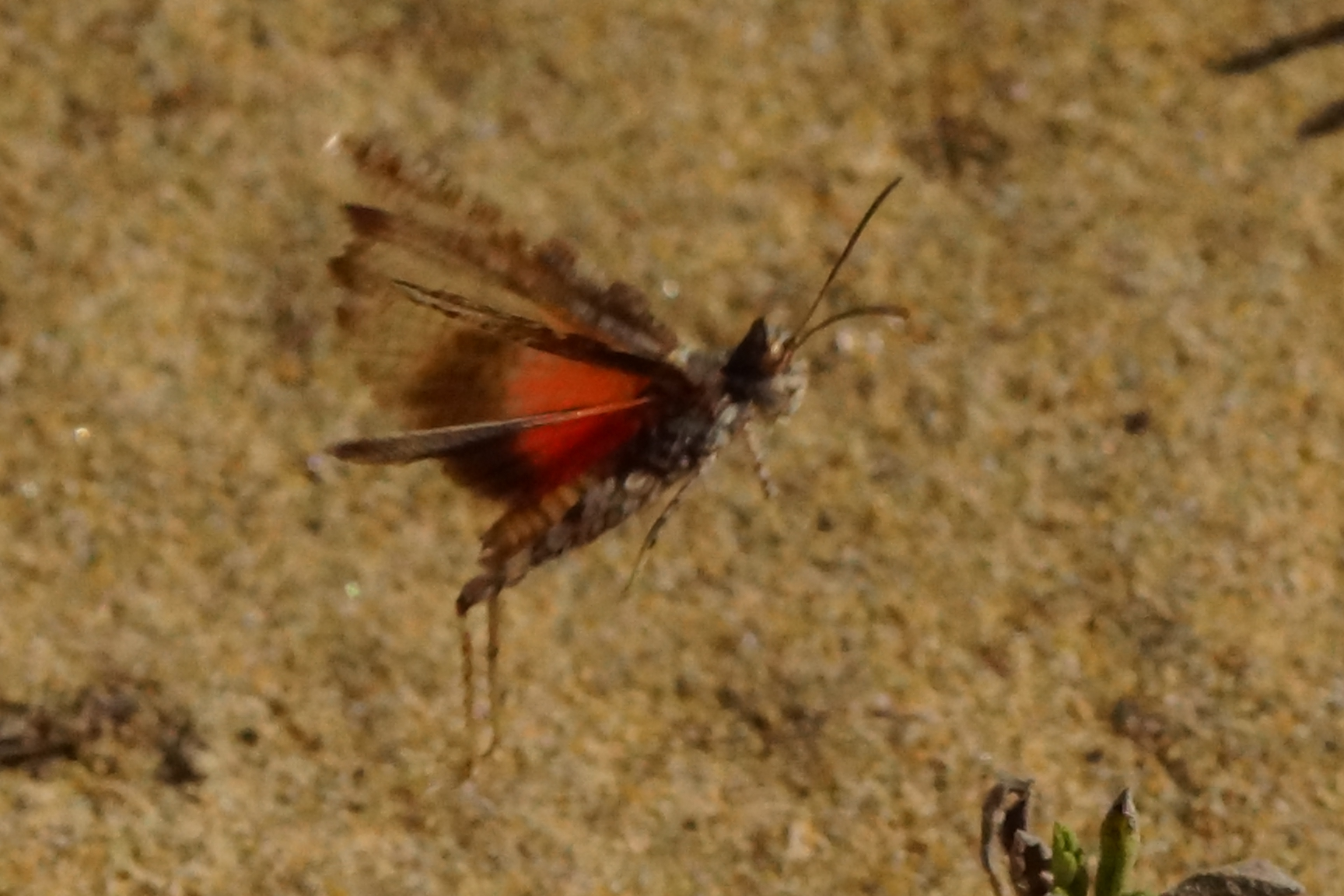
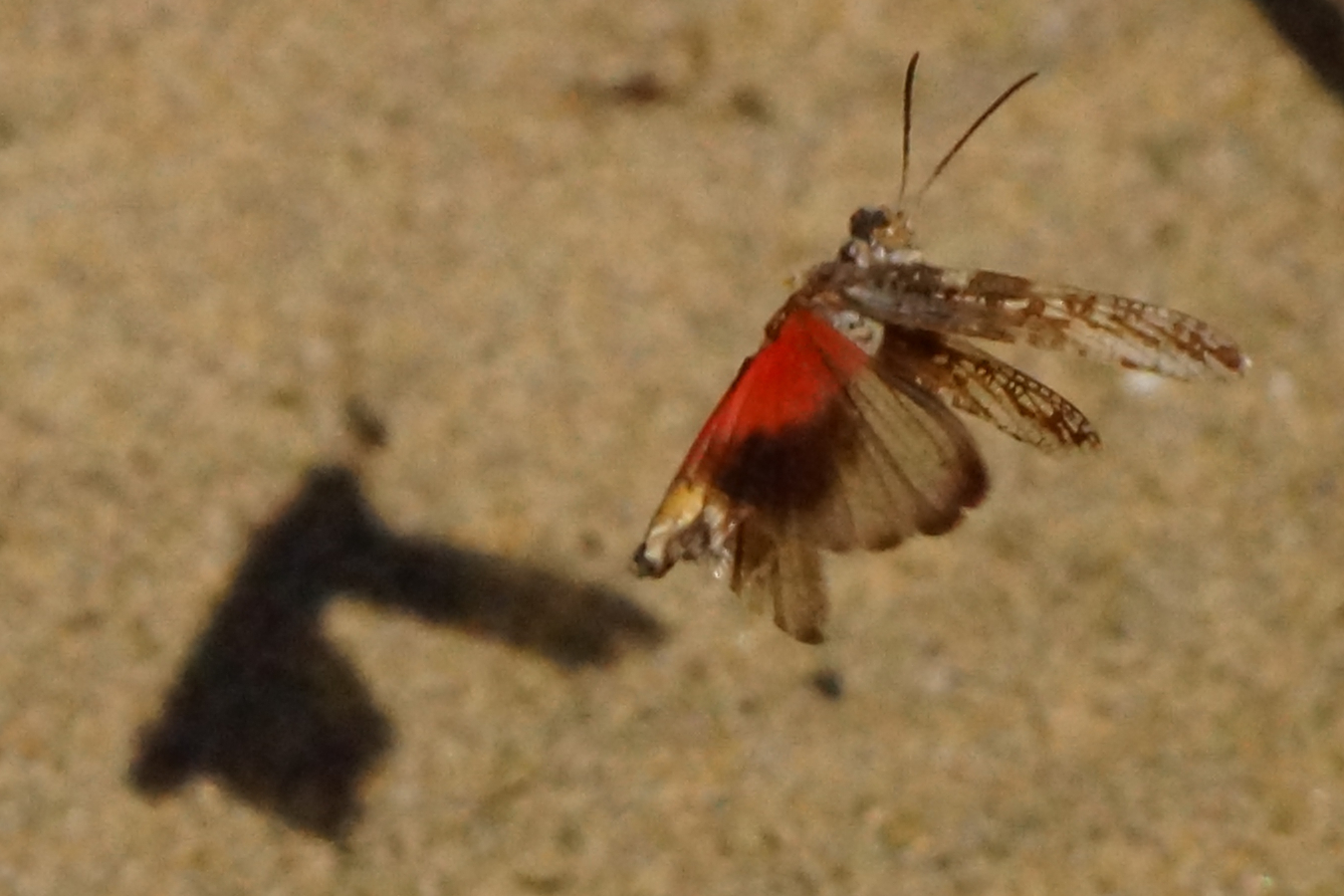